# Avião de reconhecimento
Um avião de reconhecimento, define um avião militar, tripulado ou não, projetado ou adaptado para a função de reconhecimento aéreo. Suas missões são: coletar dados e imagens, além de efetuar medições.

## Histórico
Durante as guerras Napoleônicas e franco-prussiana, balões foram usados pelos franceses no papel de reconhecimento aéreo.
Na Primeira Guerra Mundial, a primeira função exercida pelos aviões foi justamente de reconhecimento aéreo ("olhos do exército"), para auxiliar as forças terrestres.
O reconhecimento aéreo, era em geral efetuado por versões de aviões de caça e bombardeiros padrão adaptados para esse fim e equipados com câmeras. Depois da Segunda Guerra Mundial e durante a Guerra Fria, os Estados Unidos desenvolveram vários modelos de aviões dedicados especificamente à tarefa de reconhecimento, incluindo: o U-2 e o SR-71 para lidar com a ameaça nuclear da União Soviética.

Alguns exemplos de aviões de reconhecimento.
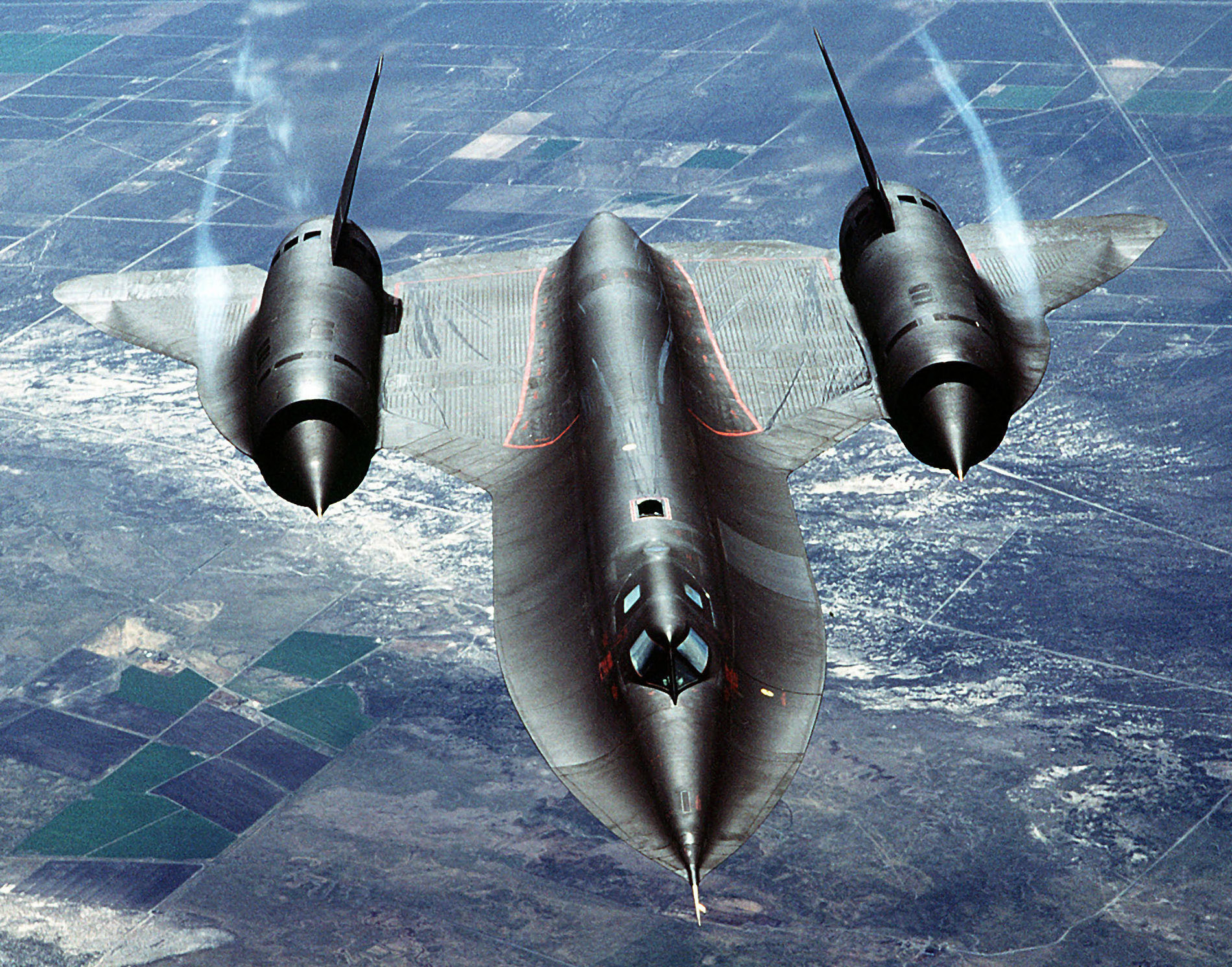
O SR-71 "Black Bird", de alta velocidade.
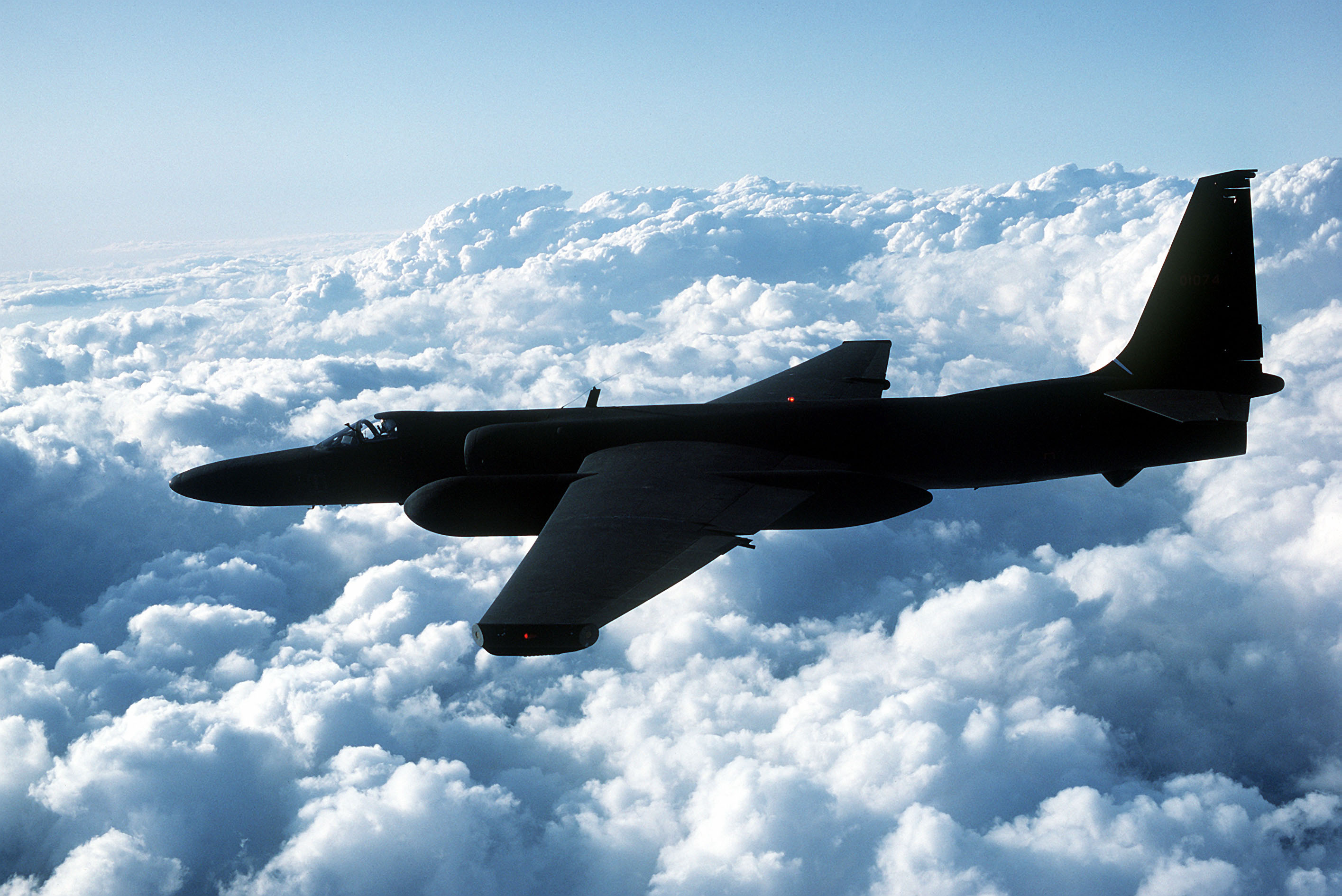
Versão TR-1 do Lockheed U-2, de grande altitude.
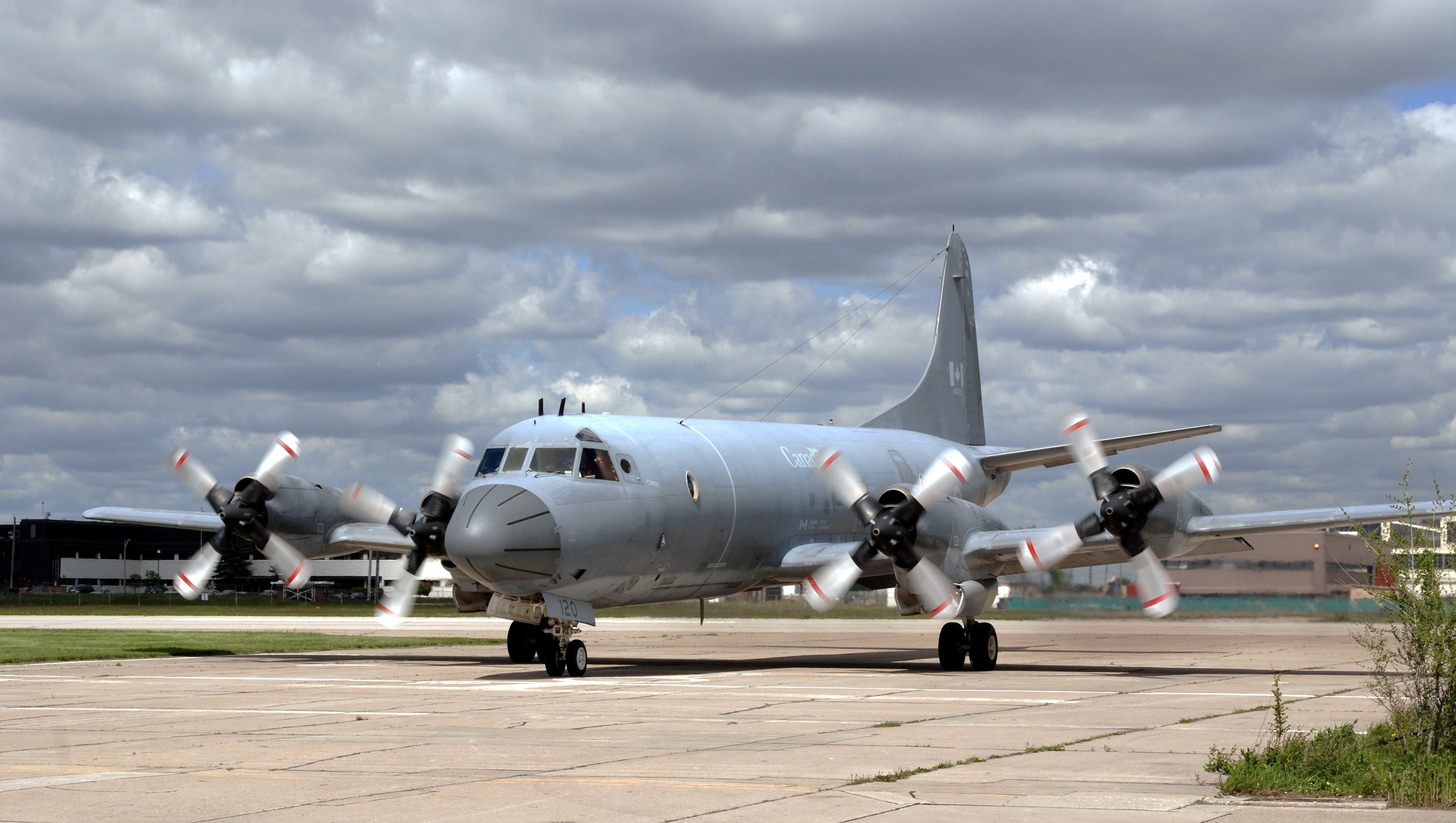
O P-3 Orion (CP-140A Arcturus).
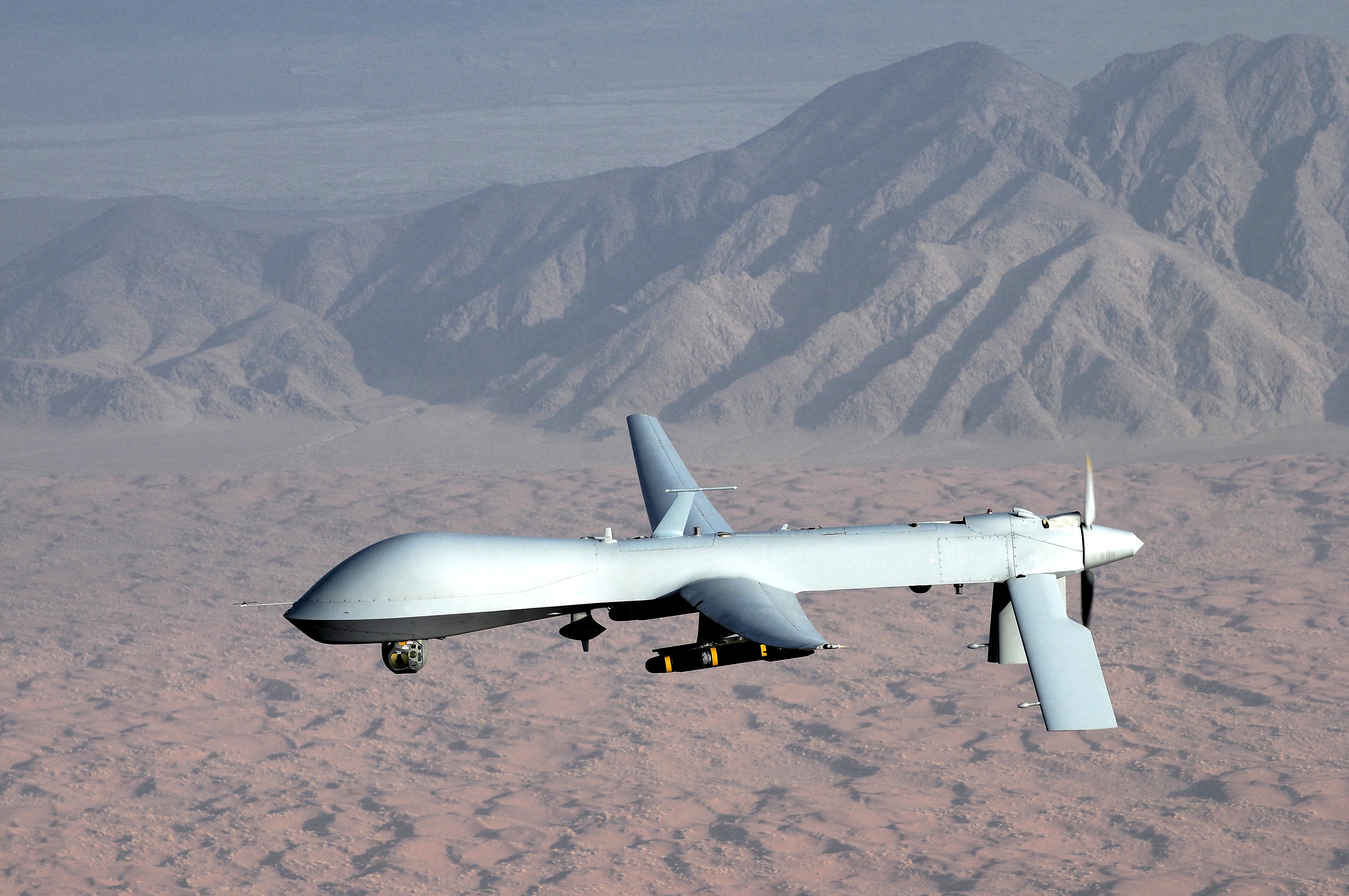
O VANT MQ-1/RQ-1 Predator.

Hoje em dia, a maior parte das tarefas de reconhecimento, são exercidas por satélites, e as missões táticas, por  veículos aéreos não tripulados (VANTs). Essa opção se mostrou muito bem sucedida quando usada por Israel em várias situações e também pelos Estados Unidos na Operação Tempestade no Deserto.